# La Ginebrosa
|  | Per a altres significats, vegeu «La Ginebrosa (desambiguació)». |

La Ginebrosa és una vila i municipi del Baix Aragó, històricament considerat del Matarranya. És situada a la part més occidental de la comarca, en contacte amb els pobles de parla castellana. i, tant si s'hi va per Aiguaviva de Bergantes com per les Ventes de Valdealgorfa, s'hi ha d'anar expressament. Amb l'última comarcalització de l'Aragó, ara pertany al Baix Aragó. Alcanyís és la capital d'aquesta comarca i la distància que separa totes dues poblacions és de 28 km.

## Ubicació
La Ginebrosa, situada sobre un tossal que domina la vall del barranc de la Font, 702 m d'altitud, és una vila que encara conserva l'estructura de la seva primitiva construcció i nombrosos vestigis de la muralla que l'envoltava. Passejant pels seus estrets carrers, podem observar a les façanes de les cases arcs gòtics i traços medievals que fan que hom evoqui el passat. A la vila, s'hi accedia per quatre portals que encara eren drets al principi del segle xx. Avui l'anomenat portal de la Ferreria és l'únic que se n'ha conservat.

## Topònim
El topònim de la Ginebrosa tothom el fa coincidir en els seus orígens amb l'abundor de ginebres que creixien pel territori, però els primers senyors i pobladors que s'instal·laren per aquests indrets, després de la conquesta cristiana, en bona part procedien de la zona del Solsonès. Com explica el filòleg Joan Coromines, igual com a la veïna població d'Aiguaviva, també parlen un català apitxat. Rabosos és el gentilici humorístic dels ginebrosans, i és que a la Ginebrosa, la guineu, com per tota la zona, pren el nom de rabosa.
Al centre de la vila ens topem amb l'església parroquial, dedicada a sant Bartomeu. És un temple gòtic, d'una sola nau, malgrat que també presenta elements renaixentistes i barrocs. L'exterior del temple conserva elements decoratius gòtics amb algunes figures zoomòrfiques. Una mica més amunt hi ha la plaça de la Vila amb l'edifici de l'Ajuntament i altres edificis renaixentistes datats del segle XVI. Els carrers resten força arranjats, així com els antics llavadors (rentadors) i la nevera, i també fa pocs anys es va crear un petit museu, on de manera molt visual, s'explica la història i la distribució urbanística de la població.

## Història
Des del punt de vista històric, la població i els seus grans termes foren conquerits pel comte Ramon Berenguer IV a partir de 1150, que també conquerí la ciutat d'Alcanyís. L'any 1185 el rei Alfons I el Cast donà els castells de Mont-roig i Camaró a l'arquebisbe de Tarragona. Dintre dels grans dominis del castell de Camaró, era inclosa la vila de la Ginebrosa, amb els seus agregats d'Aiguaviva i Mas de les Mates. El territori patí una sèrie de particions i, finalment, passà a l'orde del Sant Redemptor, que es fusionà amb el del Temple.
El 1308, després del decret de supressió d'aquest orde, la vila i tot el territori passà a mans de l'orde de Sant Joan de Jerusalem. L'any 1613 el mestre d'aquesta orde aprovà la separació de les poblacions d'Aiguaviva i Mas de les Mates del terme de la Ginebrosa, però la partició dels termes no fou acceptada de bon grat per les tres poblacions i s'originaren diversos conflictes. L'any 1956 el Consell de Ministres havia denegat la segregació d'una part del terme de la Ginebrosa perquè fos agregada al terme del Mas de les Mates.

## Curiositats
Com a coses curioses, el 24 d'octubre del 1883 es publicava la noticia el riu Bergantes s'havia desbordat com mai no s'havia vist i ho havia arrasat tot. L'11 d'octubre del 1921 la premsa publicava que Manuel Llovet i Sans, de vint-i-cinc anys i fill de la Ginebrosa, havia estat greument ferit pels mossos d'esquadra, perquè havia fet diversos atracaments a la carretera que unia Badalona amb Santa Coloma de Gramenet. Els mossos, en el seu domicili, trobaren dues pistoles, diversa munició i quatre carnets, dos del Sindicat Únic i dos més del Sindicat Lliure.

## Fills il·lustres
- Benigne Rebullida i Micolau (1823-1886) és el fill més il·lustre de la Ginebrosa. Aquest personatge, de tendència liberal, fou diputat a les Corts de Madrid, senador, director general de correus i telègrafs, i finalment governador civil de l'Havana (Cuba).
- Benita Gil, una professora republicana, a qui se li va concedir l'Encomanat de l'Orde d'Isabel la Catòlica al mèrit civil el 2014, a l'edat de 101 anys.[2]

## Monuments i llocs d'interès
- Església de Sant Bartomeu amb una portalada renaixentista i interiors barrocs.
- Pont de Cananillas sobre el riu Bergantes.
- Pou de neu de 7,80 metres d'altura i un diàmetre de 5,8 metres.

## Festes
- 17 de gener Sant Antoni, fogueres al carrer i un representació teatral de la vida del sant.
- Setmana Santa i Festa del Fil:Les processons de Dijous i Divendres Santos es duen a terme amb els tambors, tambors i trompetes de la Confraria de Santa Maria Magdalena. Dissabte se celebra la Festa del Fil, amb ball i rosca, un pastís de massa de pa farcit de carn en adob i que tradicionalment es menja al camp el dilluns de Pasqua.[3]
- Festa de les Cireres (finals de maig principis de juny), amb una romeria a l'ermita de Santa Magdalena.
- Festes patronals: La setmana del 24 i 25 d'agost se celebren les festes patronals en honor dels patrons de la localitat, Sant Bartomeu i Santa Maria Magdalena. La programació festiva inclou actes religiosos, presentació de Reina i Dames, concursos, concerts, activitats esportives, sopars als carrers i revetlles a la plaça amb música i ball.[3]